# Alfa Romeo 140A e 150A
Il 140A è stato un modello di autobus prodotto dall'Alfa Romeo dal 1948 al 1957.

## Storia
Il nome indicava la potenza, 140 CV, portata a 150 CV dal 1949. Erede del 110A, è un autobus destinato ai servizi urbani nelle grandi città.
Tra il 1957 e il 1958 venne prodotto il 150A, che era la versione ammodernata, ma con lo stesso corpo vettura, del 140A. Di quest'ultimo venne fabbricata anche la versione autotreno.
La lunghezza dipendeva dal tipo di mezzo. La versione autobus era lunga 12 m, ed era utilizzata per percorsi urbani, mentre la versione autotreno era lunga 22 m ed era impiegata per percorsi interurbani. La prima aveva 3 assi, mentre la seconda 5. Gli ultimi esemplari terminarono di essere utilizzati nel 1975. Prima di essere smantellati, alcuni esemplari del 140A versione autotreno, vennero spediti in Friuli dopo il terremoto del 1976 per essere utilizzati da ricoveri di emergenza.
Sono stati prodotti complessivamente 304 esemplari di 140A e 23 di 150A.

## Carrozzerie ed esemplari prodotti

### ATM - Milano
- Versione urbana (autobus): 
  - Carrozzata da SIAI-Marchetti: 19 esemplari costruiti dal 1950 al 1951 (140A, soprannominato “scudetto” per la tipica forma a scudo della calandra);
  - Carrozzata da Macchi o Caproni: 78 esemplari costruiti dal 1952 al 1958 (140A, soprannominato “Alfone”);
  - Carrozzata da Macchi: 22 esemplari costruiti nel 1959 (150A);
- Versione interurbana (autotreno): 30 esemplari costruiti dalla Macchi tra il 1952 e il 1953.

### SAIA - Palermo
Acquistò quattro 140A carrozzati Varesina nel 1949; altre unità, sempre carrozzate dalla Varesina, furono acquistate nel 1958. Gli Alfa 140 palermitani erano suddivisi nelle seguenti serie:
- 163-170 acquistati nel 1949
- 202-207 acquistati nel 1952
- 212-217 acquistati nel 1953
- 233-238 acquistati nel 1954
- 254-258 acquistati nel 1955
- 262-266 acquistati nel 1956

A questi vanno aggiunte le vetture numerate 284-289 (ALFA Romeo 150A / Varesina) del 1958 e la vettura numerata 15 - proveniente dal parco dell'assorbita Ditta Restivo (carr. Varesina, anno 1949).

### SCAT - Catania
1301-1310, carrozzeria Casaro, anni 1951-1953

### ATAF - Firenze
3501-3519 - solo matricole dispari - carrozzeria Garavini, anno 1953

### FITRAM - La Spezia
Vettura 170 - esemplare unico carrozzato Menarini - anno 1954

## Caratteristiche tecniche
Il 140A era equipaggiato con un motore Diesel tipo 1603 a 6 cilindri in linea (alesaggio 125 mm, corsa 170 mm, cilindrata totale di 12.517 cm3) con una potenza di 140-150 CV a 1.700 giri/min. Il motore era derivato dall'F6M 317 che equipaggiava i modelli precedenti, modificato con l'adozione dell'iniezione diretta; parte dei pezzi erano in comune con i motori dei camion 430 e 800. Il cambio era manuale a tre rapporti; le sospensioni a ruote indipendenti. Un 140A carrozzato Macchi (vettura 2179) fornito all'ATM di Milano fu modificato per l'alimentazione a GPL.
Il 150A fu invece dotato del motore Diesel tipo 1610 a 6 cilindri in linea (alesaggio 125 mm, corsa 150 mm, cilindrata totale 11.050 cm3) studiato per il nuovo Mille, con una potenza di 163 CV a 2.000 giri/min.